# Río Lakhish
El Río Lakhish (en hebreo: נחל לכיש, Naḥal Lakhish) Es un río en Israel, que desemboca en el Mar Mediterráneo en la ciudad de Ashdod. También es conocido como «Wadi Kabir» (en su sección interior) y «Wadi Sukhbir» (en la sección de Ashdod) en árabe.
La cuenca es de 1.020 km y tiene una longitud de unos 70 km. Las fuentes del río se encuentran en el sur de Cisjordania (Palestina) y la corriente a menudo se inunda durante la estación lluviosa.
El río está contaminado por los desechos industriales y aguas residuales, debido en parte a su ubicación que separa la zona industrial y portuaria del resto de Ashdod. Un programa de rehabilitación se ha realizado en los últimos años con un éxito desigual. 